# Katarzyna Huzar-Czub
Katarzyna Huzar-Czub (ur.  27 maja 1977, zm. 19 grudnia 2022) – polska pisarka, tłumaczka i redaktorka książek dla dzieci. 

## Życiorys
Przez wiele lat związana była z Polskim Wydawnictwem Muzycznym, gdzie współtworzyła serię Małe PWM. Rozpoznawalność zyskała dzięki książkom przedstawiającym dzieciom postaci słynnych kompozytorów, jak np. Ignacy Jan i jego plan czy Henio i cztery struny. Wraz z Michałem Rusinkiem przygotowała wspólnie serie Rodzinne rymowanki. 
Współprowadziła warsztaty Raniutto w Filharmonii im. Mieczysława Karłowicza Szczecińskiej oraz Tuli-Ranki w szkole Akukulele.
Zmarła 19 grudnia 2022 w wieku 45 lat. Pochowana na Cmentarzu Centralnym w Szczecinie (kw. 104, rząd 6, grób 24).

## Wybrana bibliografia autorska
- Alikwoty (Małe PWM - Polskie Wydawnictwo Muzyczne, Kraków, 2018; ISBN:9788322450741)
- Ciało (Wilga - Grupa Wydawnicza Foksal, Warszawa, 2018; ISBN:9788328058187)
- Dzielny pacjent (Wilga - Grupa Wydawnicza Foksal, Warszawa, 2018; ISBN:9788328063785)
- Glissando (Małe PWM - Polskie Wydawnictwo Muzyczne, Kraków, 2018; ISBN:9788322450734)
- Ignacy Jan i jego plan czyli Jak Paderewski wygrał niepodległość na fortepianie (Polskie Wydawnictwo Muzyczne, Kraków, 2020; ISBN:9788322451656)
- Impro Frycek czyli Chopin, jakiego nie znacie (Małe PWM - Polskie Wydawnictwo Muzyczne, Kraków, 2020; ISBN:9788322451540)
- Kocham (Wilga - Grupa Wydawnicza Foksal, Warszawa, 2019; ISBN:9788328063792)
- Kocham: cmok, cmok (Wilga - Grupa Wydawnicza Foksal, Warszawa, 2019; ISBN:9788328063792)
- Mniam, mniam (Wilga - Grupa Wydawnicza Foksal, Warszawa, 2019; ISBN:9788328063778)
- Pierwsza gwiazdka (Wilga - Grupa Wydawnicza Foksal, Warszawa, 2018; ISBN:9788328058170)
- Pierwsze słowa (Wilga - Grupa Wydawnicza Foksal, Warszawa, 2018; ISBN:9788328058194)
- Rodzinne rymowanki przez cały rok (Trefl, Grydnia, 2021; ISBN:9788396243041) wspólnie z Michałem Rusinkiem
- Rodzinne rymowanki na co dzień (Trefl, Grydnia, 2021; ISBN:9788396243034) wspólnie z Michałem Rusinkiem
- Rodzinne rymowanki w domu (Trefl, Grydnia, 2021; ISBN:9788396243027) wspólnie z Michałem Rusinkiem
- Tatulczyk Moniuszko czyli Rymowana biografia ojca polskiej opery (Polskie Wydawnictwo Muzyczne, Kraków, 2019; ISBN:9788322451076)
- W co się ubrać? (Wilga - Grupa Wydawnicza Foksal, Warszawa, 2019; ISBN:9788328063808)
- Wierszyki bliskościowe (Wydawnictwo Natuli, Szczecin, 2021; ISBN:9788366057562)
- Wierszyki logopedyczne (Wydawnictwo Natuli, Szczecin, 2022; ISBN:9788367288057)
- Wierszyki na dobranoc (Wydawnictwo Natuli, Szczecin, 2022; ISBN:9788366057647)
- Wierszyki paluszkowe (Wydawnictwo Natuli, Szczecin, 2021; ISBN:9788366057548)
- Wierszyki świąteczne (Wydawnictwo Natuli, Szczecin, 2022; ISBN:9788367288163)